# 大平苗族彝族乡
大平苗族彝族乡是中华人民共和国贵州省毕节市织金县下辖的一个民族乡。

## 行政区划
大平苗族彝族乡下辖以下村级行政区划单位：
大平村、石板村、中寨村、新黔村、新场村、新河村、新平村、前平村、前丰村、箐拢村、岩脚村、花坡村和群建村。